# Diecezja Pasto
Diecezja Pasto (łac. Dioecesis Pastopolitana; hiszp. Diócesis de Pasto) – jedna z 52 diecezji obrządku łacińskiego w Kościele katolickim w Kolumbii w departamencie Nariño ze stolicą w Pasto. Ustanowiona diecezją 10 kwietnia 1859 bullą papieską In excelsa przez Piusa IX. Biskupstwo jest sufraganią archidiecezji Popayán.

## Historia
10 kwietnia 1859 papież Pius IX bullą In excelsa erygował diecezję Pasto. Do tej pory tereny nowej diecezji wchodziły w skład diecezji Popayán (od 1900 archidiecezji).

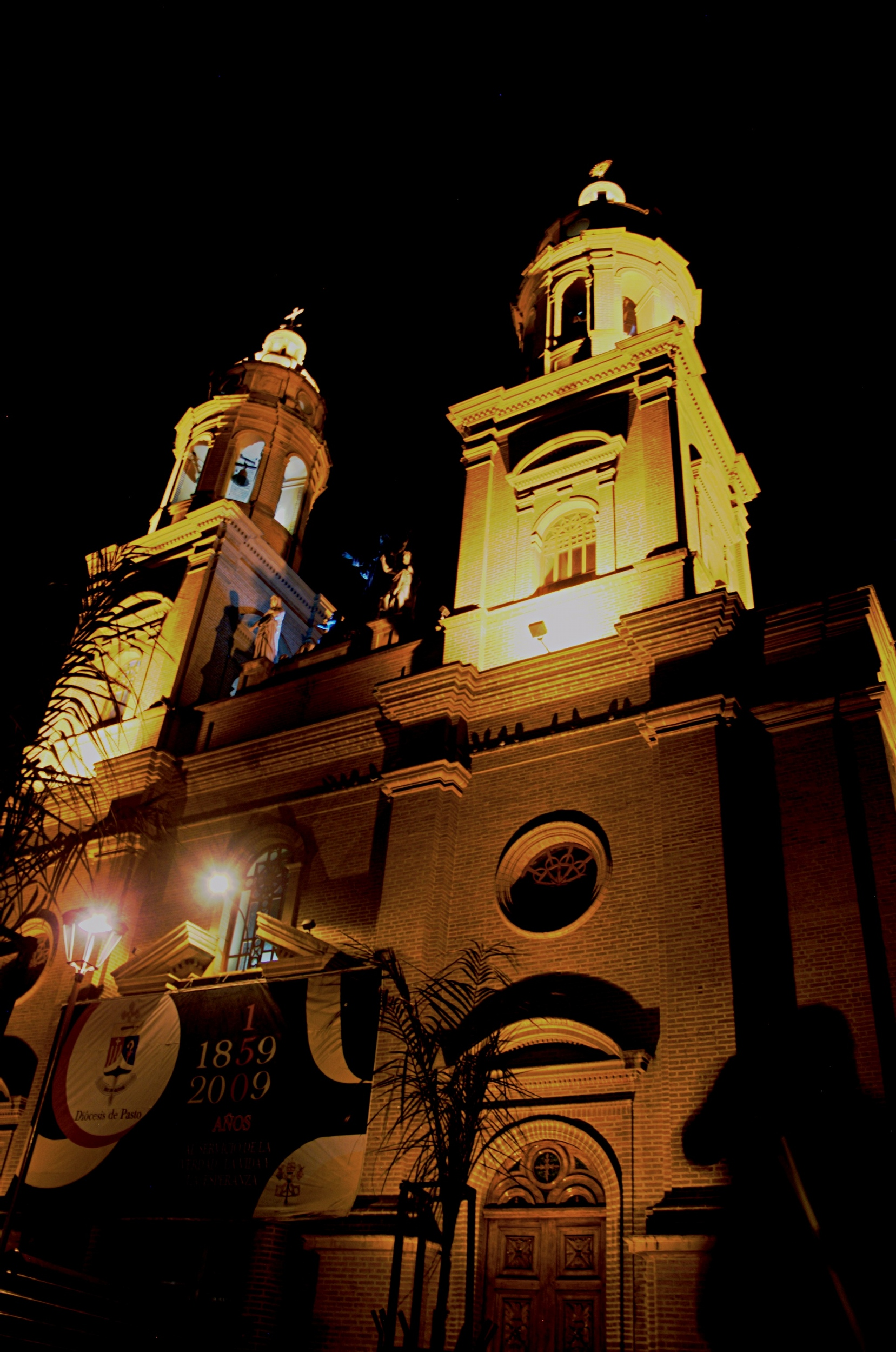
Katedra de San Juan w Pasto

20 grudnia 1904 diecezja utraciła część swego terytorium na rzecz nowo powstającej prefektury apostolskiej Caquetá. Podobna sytuacja miała miejsce 1 maja 1927, gdy z części terenów diecezji utworzono prefekturę Tumaco oraz 23 września 1969 na rzecz diecezji Ipiales.

Mapa diecezji

## Biskupi
- Biskup diecezjalny: bp Juan Carlos Cárdenas Toro (od 2020)
- Biskup senior: bp Julio Enrique Prado Bolaños (od 2020)